# Serendipaceratops
Serendipaceratops arthurcclarkei is een ornithischische dinosauriër die tijdens het vroege Krijt leefde in Australië.
In 1993 meldde het echtpaar Tom Rich en Patricia Vickers-Rich de vondst in de Dinosaur Cove, een vindplaats aan de zuidkust van Australië, van een ellepijp. Het bot, van de voorpoot, was aangetroffen in de Arch, een met een dam aan de waterlijn drooggehouden opgraving. Eerst dachten ze dat het been van een theropode was. In 1994 echter bezochten ze Canada waar collega Dale Russell wees op een overeenkomst met de ellepijp van basale Ceratopia of zelfs Neoceratopia zoals Leptoceratops. Dat zou opmerkelijk zijn daar die nog nooit in Australië waren aangetroffen. Daarbij zou het dan de oudste bekende neoceratopiër zijn.
In 2003 werd door het echtpaar de typesoort Serendipaceratops arthurcclarkei benoemd en beschreven. De geslachtsnaam is afgeleid van het Engelse woord serendipity, "toevallige betekenisvolle combinatie van ontdekkingen", een verwijzing naar de hint van Russell en heeft als achtervoegsel ~ceratops, "hoorngezicht", een gebruikelijk element in de namen van ceratopiërs. De soortaanduiding eert de sciencefictionschrijver Arthur Charles Clarke die als wetenschapsjournalist ook over de functie van serendipity bij de wetenschappelijke vooruitgang heeft geschreven. Zijn woonplaats, Sri Lanka, heette daarbij vroeger Sarandib, waarop de geslachtsnaam dan weer een toespeling vormt.
Het holotype, NMV P186385, is gevonden in een laag van de Wonthaggiformatie, die dateert uit het vroege Aptien. Het bestaat uit een enkele linkerellepijp. Een tweede ellepijp, uit de Eumerallaformatie, werd met de soort in verband gebracht.
De ellepijp heeft een bewaarde lengte van ongeveer zestien centimeter; de processus olecrani aan de bovenkant is afgebroken. Dit duidt op een lichaamslengte van ruwweg twee meter. Het tweede exemplaar is ongeveer half zo lang. De beschrijvers wezen op een uitzonderlijke afplatting overdwars van de botten. Dit kan echter ook het gevolg zijn van compressie tijdens de fossilisering.
Hoewel oorspronkelijk in de Neoceratopia geplaatst, toont Serendipaceratops naar huidige inzichten geen enkele synapomorfie van die groep. Het gaat wel om een of ander lid van de ruimere Genasauria. Aangezien de bouw van de ellepijp toont dat het om een viervoeter gaat, betreft het wellicht een soort uit de Ankylosauria die wél uit Australië bekend zijn.
Afgezien van synapomorfieën kan men ook bewijs vinden voor de plaatsing van een taxon door een statistische analyse van de vormruimte van de bekende skeletten, dus door te kijken of de gevonden posities van de individuele skeletten, gemeten over verschillende dimensies van hun bouw, vallen binnen het bereik van een ruimere groep. In 2014 publiceerde Rich een studie over de fylogenie van Serendipaceratops. Daarin werd geconcludeerd dat de proporties van de ellepijp overeenkomen met die van de Ceratopia. De betrouwbaarheid van de methode wordt in dit geval sterk verminderd doordat er maar één specimen bekend is dat maar uit één enkel skeletelement bestaat zodat Serendipaceratops geen echte "vormruimte" had die de ruimte van de Ceratopia zou kunnen overlappen maar slechts een punt. Rich meende dat Serendipaceratops een vroege radiatie van ceratopiërs over Gondwana vertegenwoordigde.